# الوانق
الوانق یکی از روستاهای استان آذربایجان شرقی است که در دهستان شیرامین بخش حومه واقع شده‌است.این روستا ۵۵۵ نفر جمعیت دارد.